# 天主教贾巴尔普尔教区
天主教賈巴爾普爾教區 （拉丁語：Dioecesis Iabalpurensis）是羅馬天主教的一個教區，包括印度中央邦東部九縣，受天主教博帕爾總教區管轄。
1932年7月18日建立宗座監牧區。1954年7月5日升為教區。2006年有教友28,787名，佔轄區總人口百分之0.3。由138名司鐸名管理十二個堂區。現任教區主教為傑拉爾德‧阿爾梅達。